# Niederzier
Niederzier is een plaats en gemeente in de Duitse deelstaat Noordrijn-Westfalen, gelegen in de Kreis Düren. Niederzier telt 14.154 inwoners (31 december 2020) op een oppervlakte van 63,43 km².

## Plaatsen in de gemeente Niederzier
- Ellen
- Hambach
- Huchem-Stammeln
- Krauthausen
- Niederzier
- Oberzier
- Selhausen

## Afbeeldingen

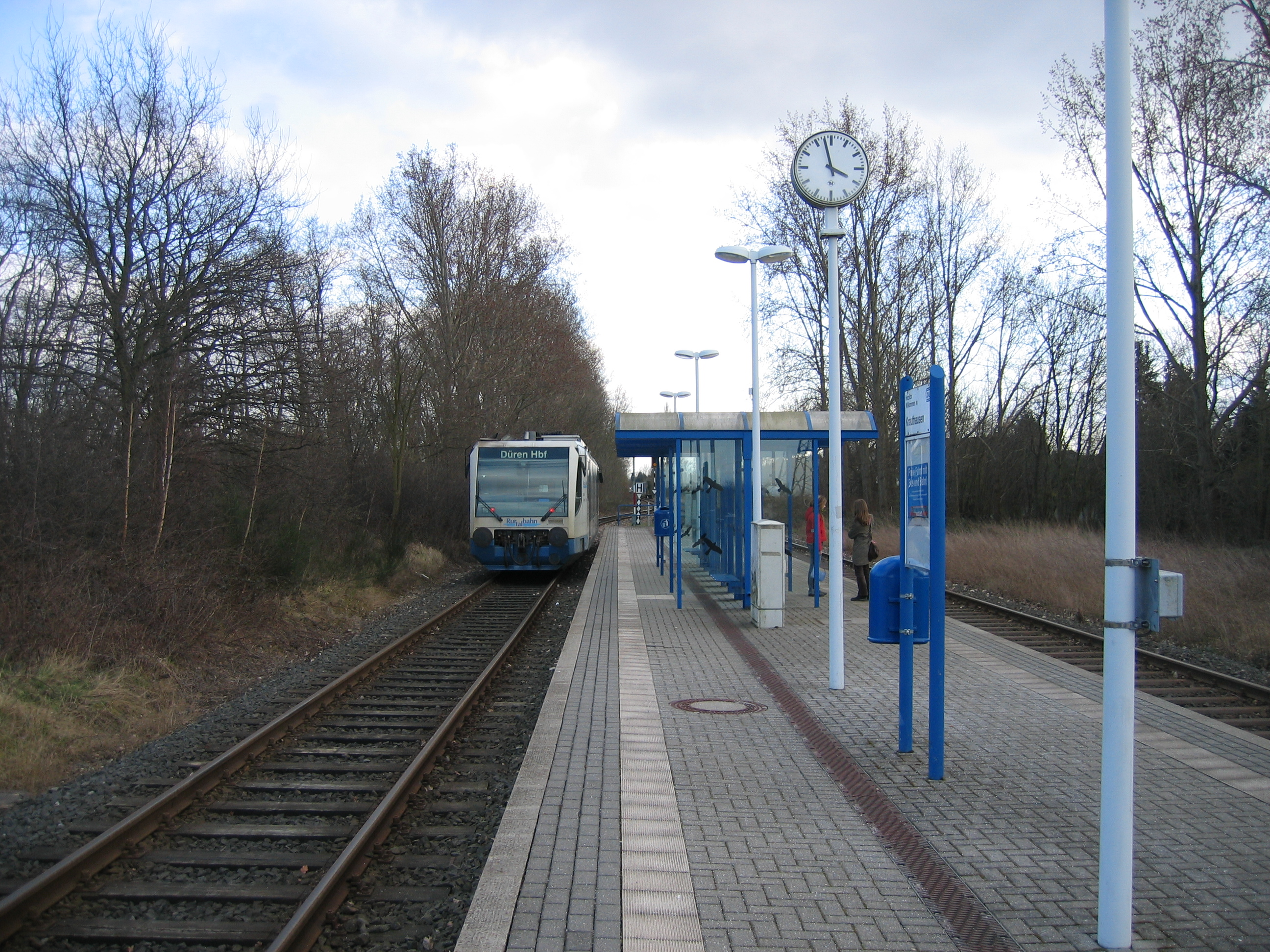
Station Krauthausen
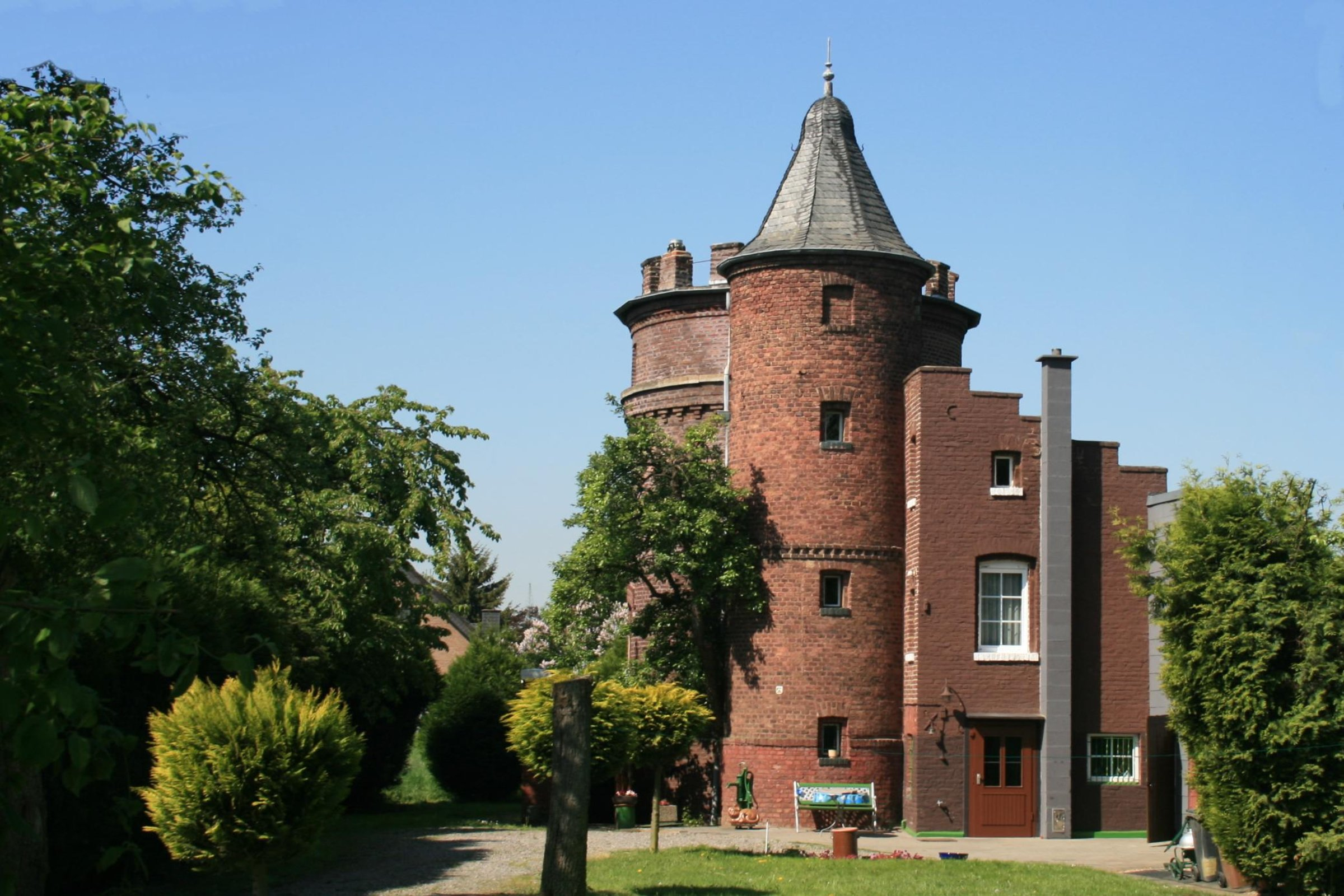
Jägerhof Oberzier
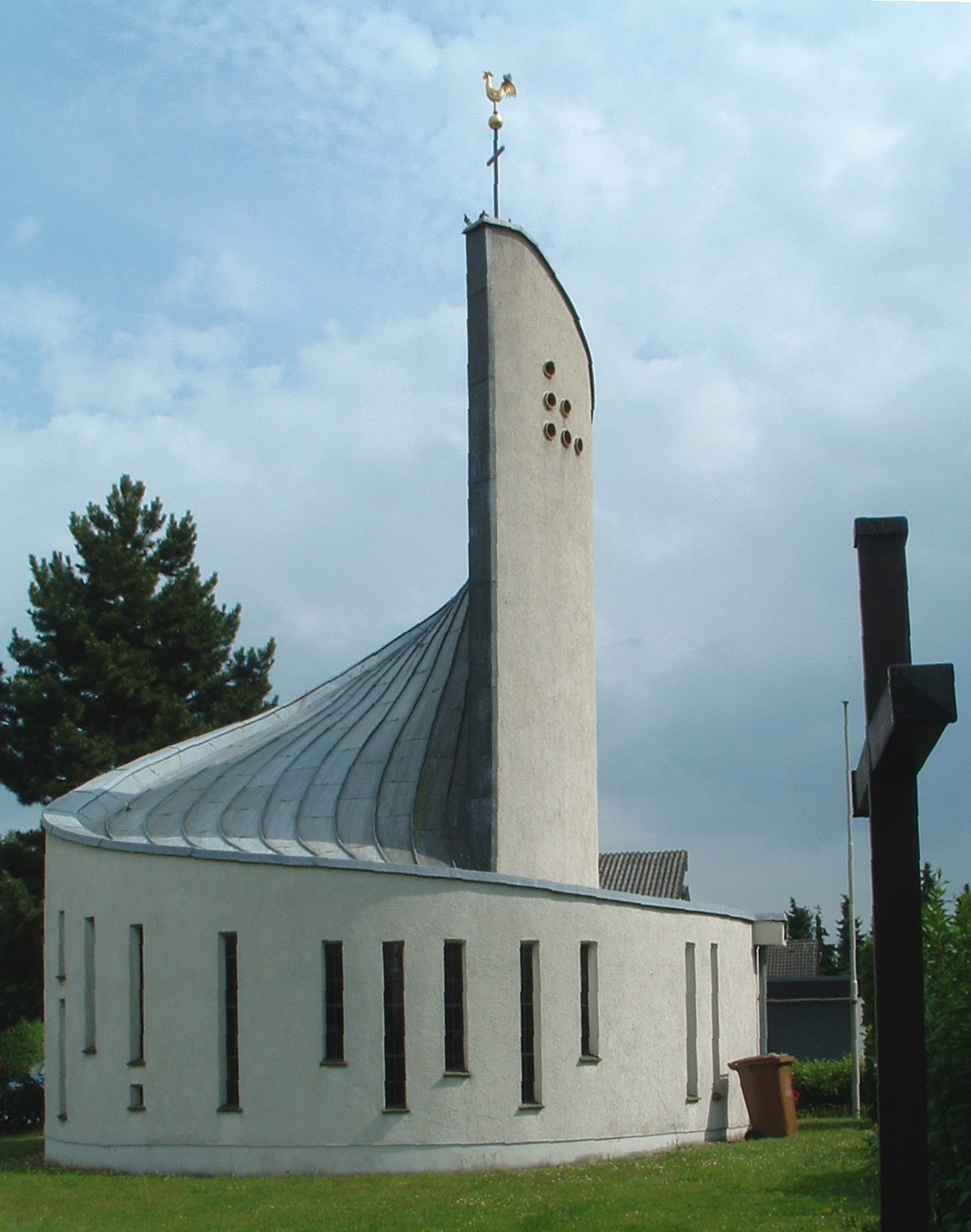
Kapel in Niederzier-Selhausen

Aldenhoven · Düren · Heimbach · Hürtgenwald · 
Inden · Jülich · Kreuzau · Langerwehe · Linnich · Merzenich · Nideggen · Niederzier · Nörvenich · Titz · Vettweiß